# Grã-Bretanha nos Jogos Olímpicos de Verão de 1900
O Reino Unido da Grã-Bretanha e Irlanda do Norte competiu nos Jogos Olímpicos de Verão de 1900 em Paris, França.